# Alain Chiche
 (décembre 2013).
Si vous disposez d'ouvrages ou d'articles de référence ou si vous connaissez des sites web de qualité traitant du thème abordé ici, merci de compléter l'article en donnant les références utiles à sa vérifiabilité et en les liant à la section « Notes et références ».
Pour les articles homonymes, voir Chiche.
Alain Chiche est un artiste français (né en 1966 à Issy-les-Moulineaux). Il est auteur et illustrateur de jeunesse. Alain Chiche est également peintre et musicien.

## Carrière
Après des études en arts graphiques, il commence sa carrière dans l’édition jeunesse en publiant un premier album en tant qu’illustrateur jeunesse en 1994 pour les Éditions Mango. Il travaille également en tant qu'affichiste et expose ses œuvres en peinture.
En 1999, il écrit ses premiers textes pour la jeunesse qu'il illustre à L'École des loisirs ; c’est le début d’une longue série d’ouvrages, empreints d'humour, de tendresse et de malice.
Il a publié plus d'une soixantaine d’albums en France et à l'étranger aux éditions Le Sorbier, Le Seuil Jeunesse, Casterman, Gallimard Jeunesse, L'École des loisirs, Frimousse et Kaléidoscope.
Alain Chiche est aussi musicien auteur-compositeur-interprète. Il s'exprime à travers la chanson, dans un registre musical de chanson française folk-blues comme dans l'album De Bas en Haut.
Il a également créé un spectacle de conte musical pour enfants, l'Histoire de Trois Fois Rien.

## Publications
- A deux mains, L'École des loisirs, 2000
- Trois petits pas, L'École des loisirs, 2000
- Boubi ne veut pas dormir, L'École des loisirs, 2000
- Pas de pot, Léo !, L'École des loisirs, 2001
- Qui attrape Kaki ? L'École des loisirs, 2002
- Ça fait pas peur !, L'École des loisirs, 2000
- Tibou de nuit, Gallimard, coll. « Giboulées », 2003
- Je t’aime de toutes les couleurs, Casterman, 2004
- Mon petit cœur de tous les jours, Casterman, 2004
- Drôle de ferme !, Casterman, 2005
- Dans mon château , Casterman, 2005
- Peur de loup, Casterman, 2006
- Le petit bonhomme de pain d’épice, Le Seuil Jeunesse, 2007
- Bon appétit Max !, Casterman, 2007
- En voiture !, Casterman, 2008
- Le secret de la petite souris, éditions Bayard, illustrations d’Anne Wilsdorf, 2008
- J’ai le droit !, Le Sorbier (avec Amnesty international), coll. « C’est ma planète », 2008
- C’est ma nature !, Le Sorbier, coll. « C’est ma planète », 2008
- Bravo Théo !, Le Seuil jeunesse, 2008
- C’est ma santé !, Le Sorbier, coll. « C’est ma planète », 2009
- En famille !, Le Sorbier, coll. « C’est ma planète », 2009
- Dans mon école ! , Le Sorbier, Coll. « C’est ma planète », 2010
- Les couleurs de Bilo, Nobi nobi !, illustrations de Chiaki Miyamoto, 2011
- Le roi et la grenouille !, Le Seuil jeunesse, illustrations de Sylvain Diez, 2012
- Les trois petits cochons !, Kaléidoscope, illustrations de Sylvain Diez, 2012
- Je veux qu'on m'aime, Kaléidoscope, illustrations de Eric Heliot, 2013
- Pablo, drôle de Pirate, Belin Jeunesse, illustrations de Sylvain Diez, 2014
- Pablo, drôle de Chevalier, Kaléidoscope, illustrations de Sylvain Diez, 2015
- C’est Bizarre - Kaléidoscope, avec François Soutif, 2016
- Mon Château Hanté - Le Seuil Jeunesse, 2016
- Koloko - Frimousse, avec Sylvain Diez, 2017
- Effeuillage - Poésie - Gros Texte, 2017
- Qui a Peur ?, Frimousse 2017
- Qui a faim ?, Frimousse 2018
- Qui a vu l'Ours ?, Frimousse 2020